# Vasyl Yurchenko
Vasyl Yurchenko (em ucraniano:  Василь Петрович Юрченко, Dnipropetrovsk, 26 de maio de 1950) é um ex-canoísta de velocidade russo na modalidade de canoagem.

## Carreira
Foi vencedor da medalha de prata em C-1 1000 m em Montreal 1976.
Foi vencedor da medalha de bronze em C-2 1000 m em Moscovo 1980 junto com o seu colega de equipa Yuri Lobanov.